# TGIF
TGIF — акроним к фразе англ. Thank God it's Friday — Слава Богу, сегодня пятница, празднование последнего рабочего/учебного дня недели.
В популярной культуре
- 12 июня 2011 года на YouTube появился клип Кэти Перри — Last Friday Night (T.G.I.F.), в котором также приняла участие Ребекка Блэк.
- Название серии популярного мультсериала «Симпсоны» «Thank God, It’s Doomsday» — это пародия на это высказывание.
- В 17 серии 7-го сезона мультсериала «Футурама» Бендер исполняет в клубе T.G.I. FOLKY’S.
- «T.G.I. Tuesday» — название 10-й серии 4-го сезона мультсериала «Обычный мультик».
- Выражение послужило названием сети ресторанов «T.G.I. Fridays».
- Песня американской группы Ice Nine Kills из альбома The Silver Scream «Thank God It’s Friday»
- Песня американской музыкантши K.Flay из альбома Inside Voices / Outside Voices «TGIF (featuring Tom Morello)»